# 추리 3부작
《추리 3부작》은 1992년 8월 12일부터 1992년 9월 17일까지 방영된 KBS 2TV 수목 미니시리즈로, 여름 동안 방영된 3부작 연작 시리즈이다. 제1화 〈돛배를 찾아서〉, 제2화 〈아버지의 바이올린〉, 제3화 〈황금 분할〉로 구성되어 있다.

## 제1화 돛배를 찾아서

### 개요
- 방송일 : 1992년 8월 12일 ~ 1992년 8월 20일 (4부작)
- 원작 : 김남
- 극본 : 성위환
- 연출 : 이민홍
- 줄거리 : 한 무명 천재화가의 죽음을 통해 화랑가와 화단의 비리, 그 이면에 숨겨진 비밀 등을 추적한다.

### 등장 인물
- 정애리 : 숙미 역
- 나한일 : 윤도균 역
- 주호성 : 서 형사 역
- 김인태 : 수경 역
- 권성덕 : 일운 역
- 남성훈 : 재용 역
- 유식 : 재만 역

## 제2화 아버지의 바이올린

### 개요
- 방송일 : 1992년 8월 26일 ~ 1992년 9월 3일 (4부작)
- 극본 : 이해수
- 연출 : 한정희
- 줄거리 : 검은 돈의 세탁업자가 아버지의 원수를 갚는 과정을 그린다.

### 등장 인물
- 임채무 : 인수 역
- 최상훈 : 인호 역
- 유루나 : 인영 역
- 이상아 : 황은지 역
- 김성원 : 황 회장 역
- 정운용

## 제3화 황금 분할

### 개요
- 방송일 : 1992년 9월 9일 ~ 1992년 9월 17일 (4부작)
- 극본 : 김지수, 손영목
- 연출 : 한정희
- 줄거리 : 증권회사 투자자들 사이에서 벌어지는 살인사건의 범인을 찾는 추리극이다.

### 등장 인물
- 현석 : 이영후 역
- 반효정 : 서유림 역
- 김자옥 : 박성미 역
- 김기섭 : 신준석 역
- 박진성 : 이규찬 역
- 윤미라 : 고수진 역
- 정동환 : 정승규 역
- 김미영 :최혜영 역
- 김성겸 : 팽 형사 역
- 원석연 : 진 형사 역
- 민욱 : 김동준 역
- 백윤식 : 박진성 역
- 김하림 : 방대근 역

| 한국방송공사 수목 미니시리즈                   | 한국방송공사 수목 미니시리즈                  | 한국방송공사 수목 미니시리즈                     |
| 이전 작품                                      | 작품명                                        | 다음 작품                                        |
| ---------------------------------------------- | --------------------------------------------- | ------------------------------------------------ |
| 검은 자화상 (1992년 6월 24일 ~ 1992년 8월 6일) | 추리 3부작 (1992년 8월 12일 ~ 1992년 9월 7일) | 남편의 여자 (1992년 9월 23일 ~ 1992년 10월 15일) |